# Gerhard Gronefeld
Gerahrd Gronefeld est un photographe allemand né en 1911 à Berlin et mort en 2000 à Munich. Il est photographe de guerre dans la Wehrmacht pendant la Seconde Guerre mondiale puis photographe humaniste dans l'immédiat après-guerre. Il se spécialise dans la photographie animalière à partir des années 1950.

## Biographie
Gerahrd Gronefeld est issu d'une famille de droguistes berlinois. Ses grands-pères travaillaient respectivement comme vétérinaire et éboueur. Dès son adolescence, il est fasciné par la photographie et participe avec succès à des concours dans cet art. En 1931, il entreprend des études de journalisme à l'université de Berlin auprès d'Emil Dovifat. Il abandonne ses études au bout de deux semestres pour gagner sa vie,. Il suit de 1932 à 1934 un apprentissage de photographe dans l'atelier photo de la maison d'édition August Scherl à Berlin, où il travaille également comme photojournaliste. En 1935, il devint collaborateur du photographe Heinrich Hoffmann. En 1936, il est accrédité comme photographe pour les Jeux olympiques d'été à Berlin. A l'automne 1936, refusant d'adhérer au parti national-socialiste, il est licencié. Il obtient ensuite un emploi en tant que rédacteur d'images pour le magazine Freude und Arbeit également pour une courte durée. En 1937, il devient reporter-photographe pour le Berliner Illustrirte Zeitung (BIZ), où il se spécialise dans les reportages militaires.
Pendant la Seconde Guerre mondiale, Gerahrd Gronefeld est incorporé dans le service de propagande de la Wehrmacht, où il travaille comme correspondant de guerre couvrant les opérations militaires en Belgique, en France, en Pologne, dans les Balkans et lors de l'invasion de l'Union Soviétique. Il réalise également des reportages en Allemagne, consacrés notamment à l'entrainement des soldats, aux soins des blessés revenant du front, à l'industrie d'armement. Il utilise le plus souvent comme appareil photo un Carl Zeiss Ikon Contax avec des films de format 35 mm. Ses photos sont publiées dans le magazine de propagande de la Wehrmacht Signal. Il bénéficie ponctuellement du statut de reporter spécial (Sonderberichterstatters), lui permettant de documenter des "opérations de nettoyage et de représailles", telles que celles menées à Pančevo en avril 1941 où il photographie l’exécution d'otages Serbes,,, et à Jasionowka, en Pologne en juin 1941 où il documente la répression contre la population juive.
Il ne soumet pas les photos prises à Pančevo en avril 1941 à sa hiérarchie et les garde au secret jusqu'au début des années 1960,. En 1995, ces photos sont présentées dans le cadre de l'exposition « La guerre d'annihilation. Les Crimes de la Wehrmacht 1941 à 1944 » à Hambourg puis dans toute l'Allemagne. Une des photos fait la une du magazine Spiegel et devient iconique de la remise en cause du mythe d'une Wehrmacht aux mains propres,,,. Gerahrd Gronefeld déclare alors à propos de ces clichés que c'est la « scène la plus terrible que j’ai photographiée de l’histoire ».
Dans l’immédiat après-guerre, Gerhard Gronefeld travaille comme photojournaliste pour différentes revues telles que le Neue Berliner Illustrierte, Life, Heute, Stern et Quick.  Ses sujets portent sur la vie à Berlin après la capitulation. Il documente les destructions et la reconstruction de la ville, le retour des juifs déportés, des prisonniers de guerre et des réfugiés, le marché noir, la vie nocturne berlinoise et le miracle économique allemand. Il est notamment engagé en 1946 par le nouveau président de la communauté juive de Berlin pour photographier le retour des survivants juifs et la résurgence de la communauté juive de Berlin.
En 1950, Gerhard Gronefeld s'installe à Munich. Il rencontre Konrad Lorenz. Il réalise plusieurs reportages photographiques sur l'éthologue, réalisant quelques-unes des photos les plus célèbres représentant Lorenz. Il se consacre à l'étude du comportement animal et se spécialise dans la photographie animalière. Dans ce cadre, il réalise des voyages en Europe, en Afrique, en Nouvelle-Guinée, en Australie et à Madagascar pour documenter la nature sauvage. Dès la fin des années 1950, Gerhard Gronefeld publie ses premiers livres sur les animaux et à partir des années 1970 il devient collaborateur du magazine Das Tier. Dans les années 1980, ses photos sont publiées dans le magazine Ein Herz für Tiere. 
En 1988, alors qu'il rencontre des difficultés à se déplacer à pied, Gerhard Gronefeld effectue un dernier voyage à Madagascar et cesse son activité de photographe. Il meurt le 26 décembre 2000 à Munich. 

## Expositions
- 1991, Deutsche Geschichte kurz belichtet - Photoreportagen von Gerhard Gronefeld 1937 - 1965, Berlin, Musée historique allemand  (Deutsches Historisches Museum), 26 septembre - 12 novembre[10].

## Galerie
Sélection de photos prises durant la Seconde Guerre mondiale par Gerahrd Gronefeld, alors correspondant de guerre dans le service de propagande de la Wehrmacht.

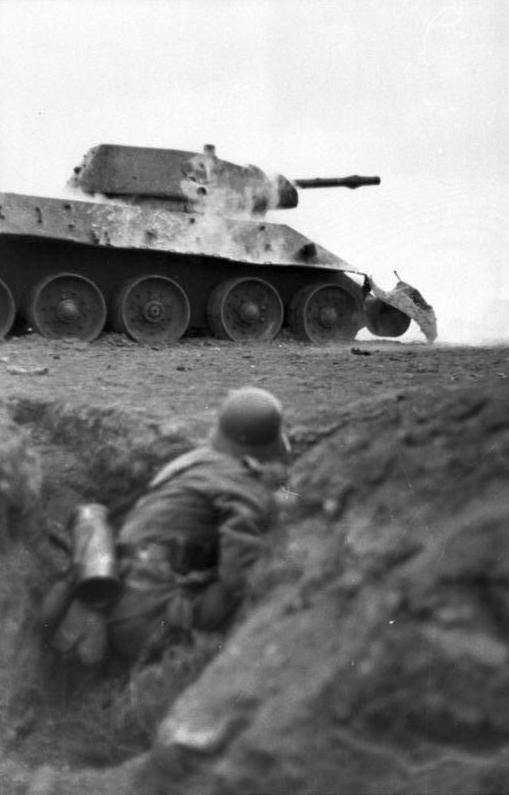
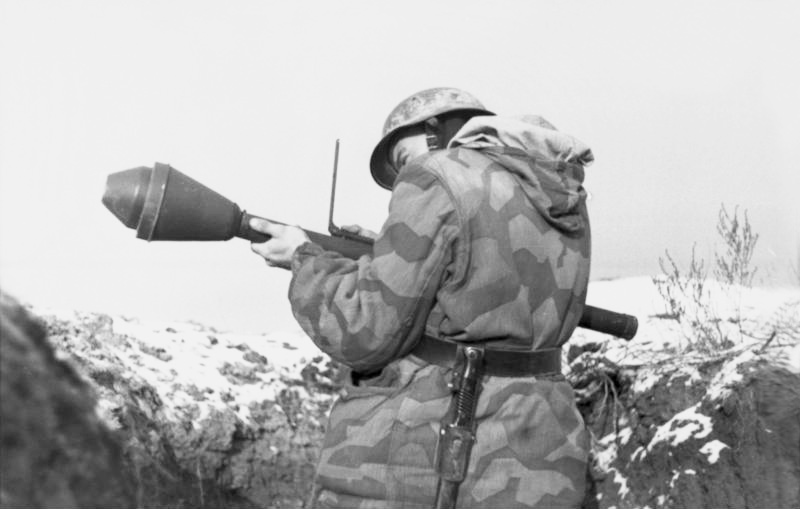
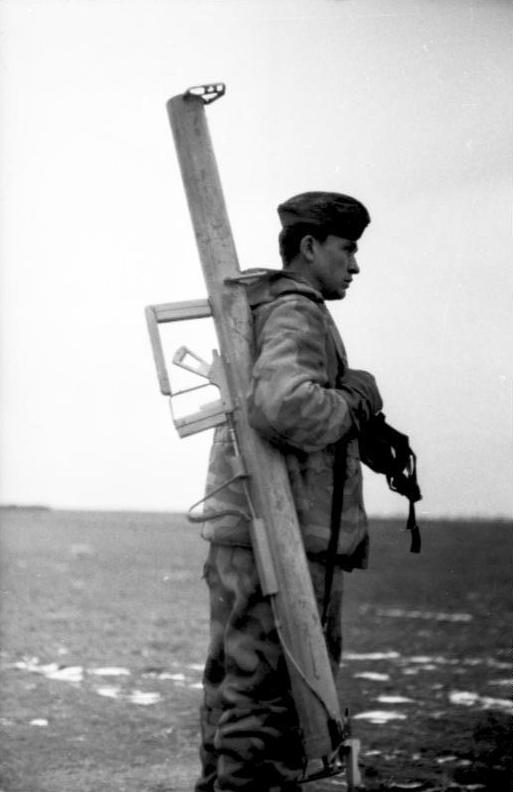